# مدلاین
مِدلاین (به انگلیسی: Medline) یکی از معروفترین پایگاه داده‌های آزاد (دیتابیس) در جهان است که حاوی اطلاعات بیبلیوگرافی پژوهشی برای تمام رشته‌های علوم پزشکی و زیست‌شناسی است.
مدلاین مجموعه‌ای از اطلاعات کیفی کتابخانه ملی پزشکی ایالات متحده، موسسات ملی بهداشت ایالات متحده آمریکا، و سایر نهادهای و سازمان‌های دولتی سلامت ایالات متحده است. 
این پایگاه داده توسط ابزاری همانند پاب‌مد به‌طور رایگان برای جهانیان قابل دسترس است.